# Ariel (Sylvia Plath)
Pour les articles homonymes, voir Ariel.
Ariel est le dernier recueil de poésie composé par Sylvia Plath de son vivant. Il a été publié en 1965, à titre posthume. Il contient notamment les célèbres poèmes Daddy et Lady Lazarus, qui font figure de textes cultes dans les pays anglo-saxons depuis plusieurs générations.
Ce recueil a suscité la controverse au sein de la communauté des critiques féministes. Au moment de son suicide en 1963, Sylvia Plath laissait un manuscrit pratiquement achevé, intitulé Ariel et autres poèmes. La première version publiée est très similaire à ce manuscrit, mais pas identique : certains poèmes ont été élagués par Ted Hughes, mari et exécuteur testamentaire de l'héritage littéraire de Sylvia, dans le but d'ôter ce qu'il considérait comme des redondances. Certains critiques ont considéré cela comme une intrusion inadmissible dans l'intention de Sylvia Plath, tandis que d'autres ont fait remarquer que, jusqu'à la fin de leur couple et malgré leurs querelles, Ted Hughes et Sylvia Plath avaient pour habitude de s'aider dans la finalisation de leurs œuvres.
Une nouvelle édition, intitulée The Restored Edition: Ariel a été publiée en 2004. Elle contient un avant-propos de Frieda Hughes, la fille du couple Sylvia Plath et Ted Hughes.

## Contenu

### Version de1965
Les poèmes suivis d'un astérisque (*) ne figurent pas dans le manuscrit original de Sylvia Plath, et ont été ajoutés par Ted Hughes. Ils ont, pour la plupart, été écrits au cours des dernières semaines de la vie de Sylvia. 
Les titres donnés entre parenthèses sont ceux de leur première publication en français, en 1978. Quand ils ne sont pas indiqués, c'est qu'ils ne figurent pas dans la traduction française. 
La mention « uniquement dans la version publiée aux États-Unis » indique que les textes en question ne figuraient pas dans la version publiée au Royaume-Uni en 1965.
1. Morning Song (Chant matinal)
2. The Couriers (Les courriers)
3. Sheep in Fog (Moutons dans la brume) *
4. The Applicant (Le candidat)
5. Lady Lazarus (Dame Lazare)
6. Tulips (Tulipes)
7. Cut (Coupure)
8. Elm (L'orme)
9. The Night Dances (Danses nocturnes)
10. Poppies in October (Coquelicots en octobre)
11. Berck-Plage (Berck Plage)
12. Ariel (Ariel)
13. Death & Co. (Mort et Cie)
14. Lesbos
15. Nick and the Candlestick (Nick et le chandelier)
16. Gulliver (Gulliver)
17. Getting There (L'arrivée)
18. Medusa (Méduse)
19. The Moon and the Yew Tree (La lune et le cyprès) *
20. A Birthday Present (Un cadeau d'anniversaire)
21. Mary's Song (uniquement dans la version publiée aux États-Unis) *
22. Letter in November (Lettre de novembre)
23. The Rival (Le rival)
24. Daddy (Daddy)
25. You're (Tu es)
26. Fever 103° (41 de fièvre)
27. The Bee Meeting (Le meeting des abeilles)
28. The Arrival of the Bee Box (L'arrivée de la boîte aux abeilles)
29. Stings (Piqûres)
30. The Swarm (uniquement dans la version publiée aux États-Unis) *
31. Wintering (Hivernage)
32. The Hanging Man (Le pendu) *
33. Little Fugue (Petite fugue) *
34. Years (Les années) *
35. The Munich Mannequins (Les mannequins de Munich) *
36. Totem (Totem) *
37. Paralytic (Paralytique) *
38. Balloons (Ballons) *
39. Poppies in July (Coquelicots en juillet) *
40. Kindness (Bonté) *
41. Contusion (Meurtrissure) *
42. Edge (Le bord) *
43. Words (Mots) *

### Poèmes du manuscrit original non publiés dans la version de 1965
1. The Rabbit Catcher
2. Thalidomide
3. Barren Woman
4. A Secret
5. The Jailor
6. The Detective
7. Magi
8. The Other
9. Stopped Dead
10. The Courage of Shutting-Up
11. Purdah
12. Amnesiac